# Куйтунен, Вирпи
Ви́рпи Катрийна Ку́йтунен (фин. Kuitunen, в замужестве — Са́расвуо фин. Virpi Katriina Sarasvuo; род. 20 мая 1976 года, Кангасниеми) — финская лыжница, шестикратная чемпионка мира, двукратный бронзовый призёр Олимпийских игр. Лучшая спортсменка года в Финляндии в 2007 году.
Ярко проявила себя на чемпионате мира в Лахти в 2001 году. Второе восхождение Куйтунен произошло в 2006—2007 годах, когда она завоевала три золотые медали на чемпионате мира в Саппоро, стала победительницей кубка мира и завоевала титул лучшей спортсменки Финляндии. В следующем году Куйтунен защитила своё звание победительницы Кубка мира, а год спустя выиграла второй «Тур де Ски», став первой двукратной победительницей многодневки. В 2009 году на чемпионате мира в Либереце завоевала два золота в командных соревнованиях, а на Олимпиаде в Ванкувере — бронзу в эстафете.
В 2001 году вместе с большей частью финской сборной по лыжным гонкам была дисквалифицирована на два года за использования препарата, влияющего на плазму крови. Была также лишена серебряной медали, завоёванной в эстафете 4x5 км на чемпионате мира 2001 года в Лахти.
По окончании сезона 2009/10 завершила карьеру. В июле 2010 года вышла замуж за бизнесмена Яри Сарасвуо (род. 1965).